# Уильямс, Эшли Кристина
Э́шли Кристи́на Уи́льямс (англ. Ashley Christina Williams; 24 января 1984, Бостон, Массачусетс, США) — американская актриса кино и телевидения. Также занимается живописью.

## Биография
Наиболее известна благодаря главной роли в культовом фильме ужасов «Человеческая многоножка».
В 2005 году окончила Американскую академию драматического искусства в Нью-Йорке. Получила от академии премию за актёрское мастерство.
Является соучредителем американской компании Mind The Art Entertainment, основанной в марте 2007 года.
Профессионально танцует свинг, в частности линди-хоп. Опыт Эшли в этой области составляет не менее восьми лет.
Её любимая цитата: «Оставаться самим собой в мире, который постоянно пытается сделать из тебя кого-то, — и есть самое большое достижение» (Ральф Уолдо Эмерсон).

## Фильмография
| Год  |   | Русское название        | Оригинальное название                | Роль            |
| ---- | - | ----------------------- | ------------------------------------ | --------------- |
| 1988 | ф | Виллоу                  | Willow                               | девочка из села |
| 2009 | ф | Человеческая многоножка | The Human Centipede (First Sequence) | Линдзи          |
| 2011 | ф |                         | Empty                                |                 |
| 2011 | ф |                         | Hallow Pointe                        | Мэгги           |
| 2012 | ф |                         | A Guy Named Rick                     |                 |
| 2012 | ф |                         | Leaving Circadia                     | Джеки           |
| 2014 | ф | Джулия                  | Julia                                | Джулия          |